# Forteresse de Kärnäkoski
La Forteresse de Kärnäkoski (finnois : Kärnäkosken linnoitus) est une forteresse située à Kärnäkoski dans la commune de Savitaipale  en Finlande,
.

## Histoire
Les russes font construire la forteresse dans les années 1791–1793 comme partie du système de fortification du sud-est de la Finlande de protection de Saint-Pétersbourg.
En conséquence de la guerre russo-suédoise de 1788-1790 et en particulier des batailles de Porrassalmi (fi) et de Ruotsinsalmi, les cercles militaires russes et la tsarine Catherine II décident de renforcer la frontière Nord-Ouest de l'empire. 
Un large projet de fortification du Sud-Est de la Finlande est mené par le général Alexandre Souvorov.
La Forteresse de Kärnäkoski est l'une des pièces du dispositif.
Elle est située sur l'axe routier route menant de Lappeenranta à Mikkeli est en bordure du canal reliant le lac Saimaa et le golfe de Finlande.

## Architecture

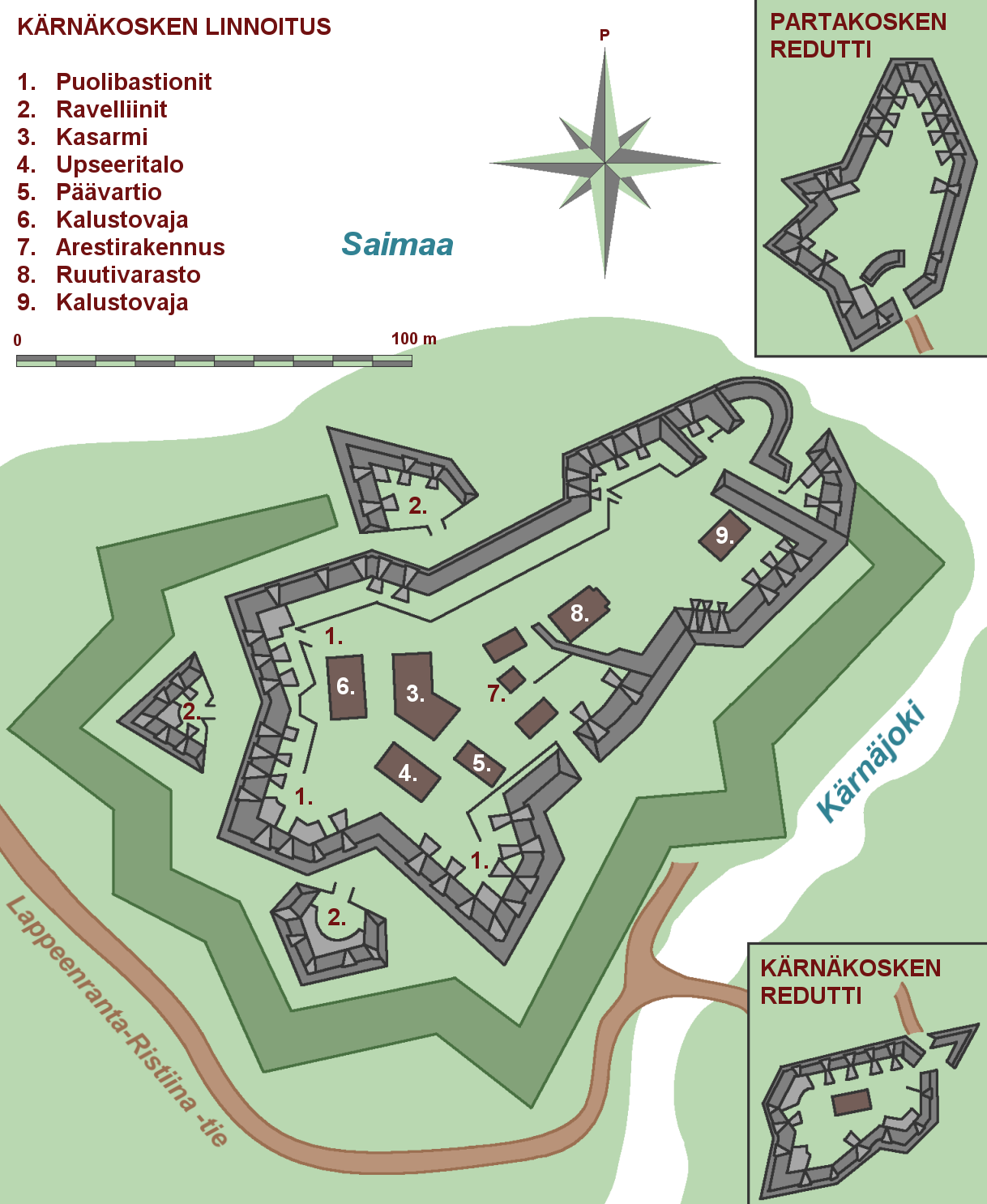
Plan de la forteresse de Kärnäkoski
1. Demi Bastions
2. Ravelins
3. Caserne
4. Maison des officiers
5. Garde
6. Équipements
7. Maison d'arrêt
8. Entrepôt de poudre
9. Équipements